# هوارد دبليو. روبنسون
هوارد دبليو. روبنسون هو محامي وسياسي أمريكي، ولد في 30 أكتوبر 1915 في قرية أويغو في الولايات المتحدة، وتوفي في 26 سبتمبر 1987. نشط حزبياً في الحزب الجمهوري. وقد انتخب عضو مجلس النواب الأمريكي ‏.